# Goebbels et le Juif Süss : Histoire d'une manipulation
Pour les articles homonymes, voir Le Juif Süss.
Pour plus de détails, voir Fiche technique et Distribution.
Goebbels et le Juif Süss : Histoire d'une manipulation (Jud Süß - Film ohne Gewissen) est un film germano-autrichien du réalisateur Oskar Roehler, présenté en compétition lors de la Berlinale 2010 (60e Festival du film de Berlin). Il raconte le tournage du film de propagande nazie Le Juif Süss (Jud Süß).

## Synopsis
Berlin, 1939. Joseph Goebbels, ministre de la propagande nazie, commandite un film qui, selon lui, doit présenter un haut niveau artistique tout en instruisant le peuple allemand contre la « juiverie ». Il choisit l'acteur de second rang d'origine autrichienne Ferdinand Marian pour interpréter le rôle-titre du film Jud Süss, rôle qui doit véhiculer tous les poncifs antisémites. Marian, initialement très réticent, accepte finalement le rôle. Grâce au succès du film, il devient malgré lui une vedette du cinéma du IIIe Reich. Mais la chute du régime entraîne aussi la fin de sa carrière et l'éclatement de sa famille car il restera irrémédiablement associé au plus grand film de propagande nazie.
Ce film traite de la création du film de 1940 (traduit en français par Le Juif Süss), réalisé par Veit Harlan, aujourd’hui interdit en Allemagne. C'est ainsi un film sur le tournage d'un film de propagande antisémite, commandé par le chef de la propagande du régime. Le réalisateur a opté pour une palette de couleurs très désaturées (très proche du noir et blanc), ce qui donne un rendu typique de l’esthétique des films des années 1940 et permet d'insérer de véritables extraits du film Jud Süss.

## Fiche technique
- Titre original : Jud Süß - Film Ohne Gewissen
- Titre français : Goebbels et le Juif Süss : Histoire d'une manipulation (les traductions provisoires étaient Jud Süss - Un film sans conscience ou Jud Süss - Grandeur et Décadence)
- Titre anglais : Jew Süss - Rise and Fall
- Réalisation : Oskar Roehler
- Scénario : Klaus Richter avec la collaboration d'Oskar Roehler et Franz Novotny d'après le livre de Friedrich Knilli
- Producteur : Alexander Glehr
- Production : Novotny & Novotny Filmproduktion GmbH
- Musique : Martin Todsharow
- Pays d'origine :  Allemagne,  Autriche
- Spécificités technique : Couleur, Dolby, 1.85:1
- Durée : version allemande : 114 minutes
- Date de sortie : Festival de Berlin : 18 février 2010, inconnue actuellement.

## Distribution
- Tobias Moretti : Ferdinand Marian
- Moritz Bleibtreu : Joseph Goebbels
- Martina Gedeck : Anna Marian
- Justus von Dohnányi : Veit Harlan
- Heribert Sasse : Deutscher
- Martin Feifel : Knauf
- Anna Unterberger : Britta
- Milan Peschel (en) : Werner Krauss
- Armin Rohde : Heinrich George
- Paula Kalenberg : Kristina Söderbaum
- Erika Marozsán : Vlasta
- Ralf Bauer : Fritz Hippler
- Robert Stadlober : Lutz
- Martin Butzke : Malte Jäger
- Rolf Zacher : Erich Engel

## Autour du film
- Le film a fait scandale lors de sa projection au Festival de Berlin.
- Le film était sélectionné au Festival de Berlin 2010 en compétition pour l'Ours d'Or.